# بيت الجرادي (أرحب)

تعديل مصدري - تعديل

بيت الجرادي هي إحدى قرى عزلة الزبيرات بمديرية أرحب التابعة لمحافظة صنعاء، بلغ تعداد سكانها 179 نسمة حسب تعداد اليمن لعام 2004.